# Musaios (Dichter)

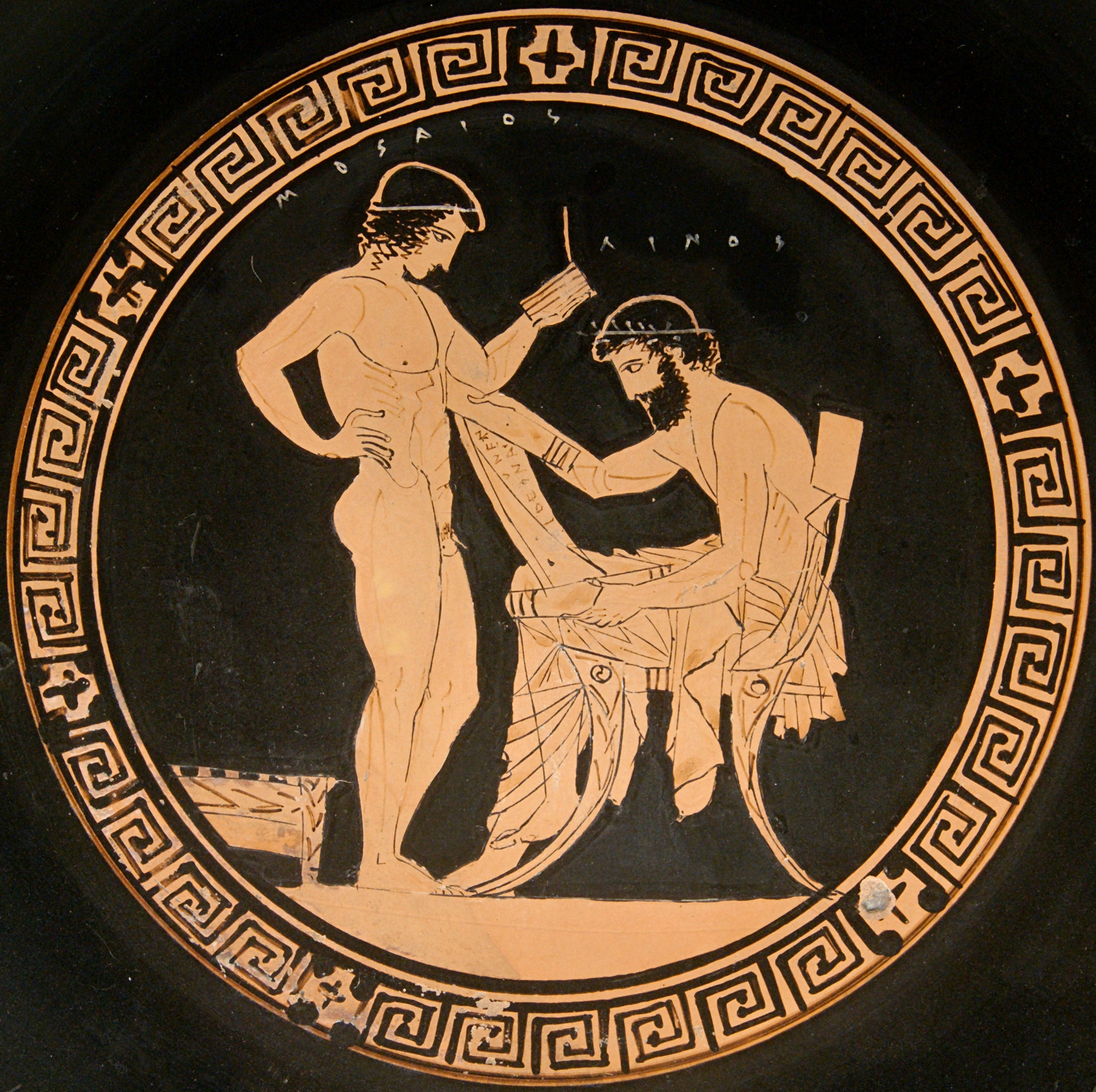
Linos (rechts) liest aus einer Papyrusrolle, während sein Schüler Musaios Schreibtafeln hält. Rotfigurige, attische Kylix (440 – 435 v. Chr.) im Louvre von Paris

Musaios von Athen (Griechisch: Μουσαῖος der Muse gehörend) galt in der Antike als Erfinder des Hexameters sowie als erstes Universalgenie des Abendlandes. Weder sein Geburtsort noch das Datum seiner Geburt oder das seines Todes sind zweifelsfrei bekannt. Es ist nicht einmal sicher, ob er überhaupt existierte. Kontrovers diskutiert wird die Frage, in welcher Epoche er gelebt haben soll. Die Parische Chronik erwähnt ihn als Zeitgenossen von Orpheus, Eumolpos und König Erechtheus, womit ihm mythologischer Charakter zukäme; allerdings existieren keinerlei Mythen über ihn.

## Zugeschriebene Werke

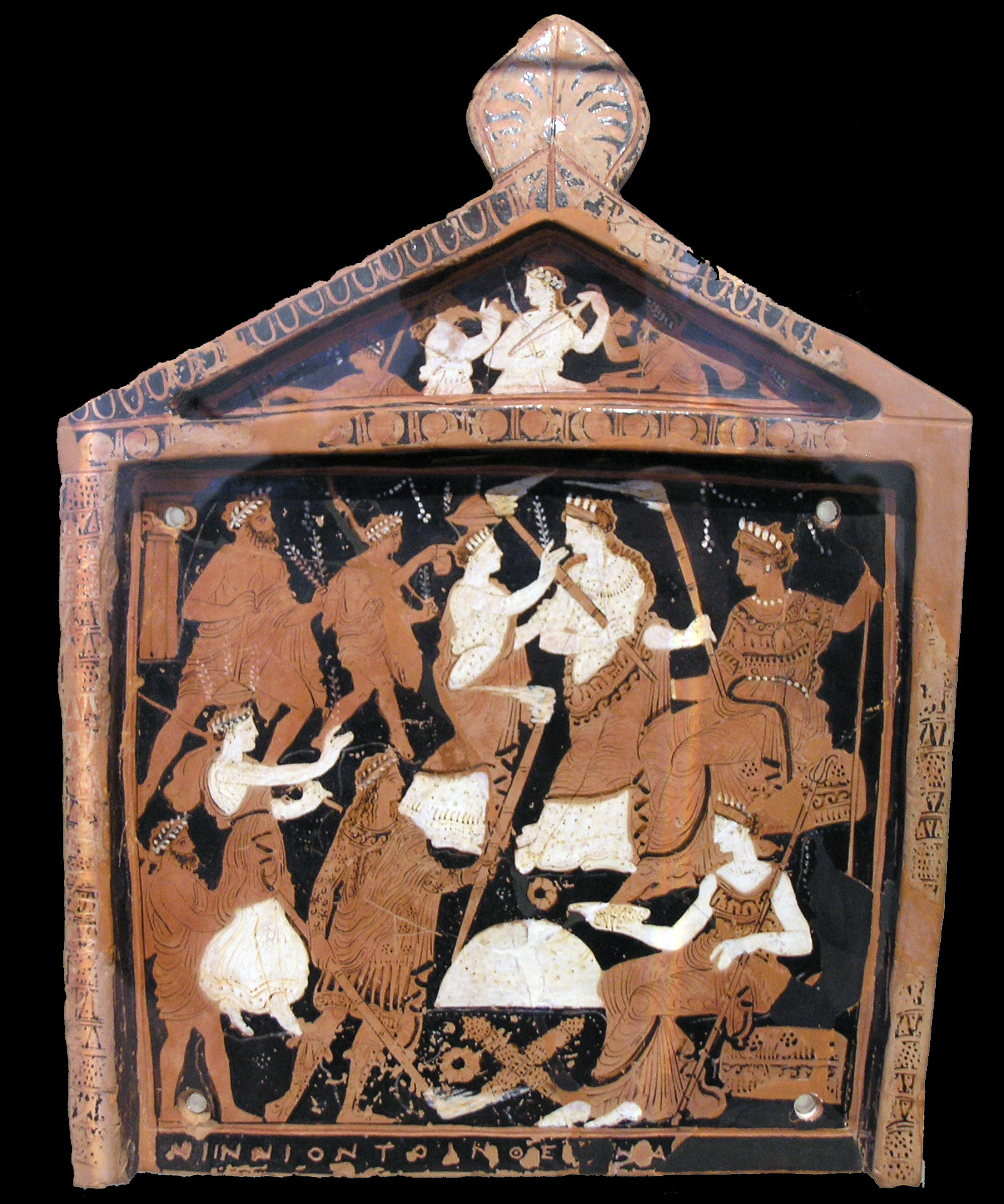
Ninnion-Pinax aus Eleusis, wo Musaios als Hierophant fungiert haben soll (Archäologisches Nationalmuseum Athen)

Anfangs schien Musaios ausschließlich unter Athener Chresmologen als Orakeldichter bekannt gewesen zu sein, denn die mystischen und orakelhaften Verse und Bräuche von Attika, insbesondere der Mysterien von Eleusis, hängen mit seinem Namen zusammen. Herodot berichtet, dass der Gelehrte Onomakritos während der Herrschaft von Peisistratos in Athen die Orakel des Musaios gesammelt und geordnet hatte, jedoch eigene Fälschungen einfügte, die später von Lasos aus Hermione entdeckt wurden. Eine Generation später, während der Invasion Xerxes I., kursierten Orakel unter den Namen Musaios und Bakis, wie bei Sophokles, Aristophanes, Platon und Pausanias zu finden ist.
Laut Clemens von Alexandria soll Eugamon geistigen Diebstahl verübt haben, indem er bei der Abfassung der Telegonie ein Buch des Musaios über Odysseus’ Erlebnisse in Thesprotien ohne Anführung seiner Quelle abgeschrieben und als eigenes Werk ausgegeben habe. Eine Titanomachie und Theogonie werden ihm auch von Gottfried Kinkel zugeschrieben.

## Ruf in der Antike
In dem Euripides zugeschriebenen Stück Rhesos wird Musaios als heiliger Bürger Athens bezeichnet, der unter allen Männern das größte Wissen habe. Platon betont in seinem Ion, dass Dichter inspiriert seien von Orpheus und Musaios, die größeren aber von Homer. In seinem Protagoras sagt Platon, dass Musaios ein Hierophant und Prophet war. In der Apologie des Sokrates erwähnt dieser Orpheus, Musaios, Hesiod und Homer, mit denen zu sprechen er kaum erwarten könne. Nach Diodor war Musaios der Sohn von Orpheus, nach Tatian dessen Schüler, nach Diogenes Laertios wiederum der Sohn von Eumolpus. Alexander Polyhistor, Clemens von Alexandria und Eusebius hielten ihn demgegenüber für den Lehrer von Orpheus. Aristoteles zitiert ihn in Buch VIII seiner Politik.
Laut Diogenes Laertios starb er in Phaleron und wurde hier auch begraben, laut Pausanias wurde er auf dem Philopapposhügel südwestlich der Akropolis begraben, wo sich eine Statue befand, die einem Syrer gewidmet war. Aus diesem und anderen Gründen identifizieren Artapanos von Alexandria, Alexander Polyhistor, Numenios von Apamea und Eusebius Musaios mit Mose, dem jüdischen Gesetzgeber. Musaios wird im 6. Buch der Aeneis als jemand bezeichnet, zu dem die Seelen im Elysium besonders aufschauten.